# Aburina exangulata
Aburina exangulata is een vlinder van de familie van de spinneruilen (Erebidae), van de onderfamilie van de Pangraptinae. De wetenschappelijke naam van deze soort is voor het eerst voorgesteld door Max Gaede in een publicatie uit 1940.
De soort komt voor in Kameroen.